# Sasagotunneln
Sasagotunnelen (japanska: 笹子トンネル?, Sasago-tonneru) är en japansk motorvägstunnel längs Chūōmotorvägen. Den är belägen omkring 80 kilometer väster om huvudstaden Tokyo.

## Tunnelras
Omkring kl 8:00 på morgonen den 2 december 2012, kollapsade delar av tunnelväggen i det tunnelrör som går mot Tokyo, i raset fastnade ett okänt antal bilar i rasmassorna. De paneler som rasat ner är 20 cm tjocka betongblock. Raset skedde 2 kilometer in från Tokyo-hållet och uppgavs vara cirka 60 meter långt.